# Manuel Ariza Viguera
Manuel Ariza Viguera (Madrid, 1946-Sevilla, 15 de octubre de 2013) filólogo e historiador de la lengua española, fue catedrático del Departamento de Lengua Española, Lingüística y Teoría de la Literatura de la Facultad de Filología de la Universidad de Sevilla. Contribuyó a la fundación de la Asociación de Historia de la Lengua Española Archivado el 6 de marzo de 2016 en Wayback Machine. en 1987 y ocupó el cargo de secretario hasta el año 2000.
Sus estudios se centran en la Dialectología (sobre todo de Extremadura y Andalucía) y en la Fonología Histórica del Español. El Manual de fonología histórica del español (1989), Sobre fonética histórica del español (1994), Estudios sobre el extremeño (2008) o La lengua del siglo XII (2009) son algunas de las obras de referencia para todo especialista en la Historia del Español. 

## Trayectoria académica
Realizó sus estudios en la Universidad Complutense de Madrid, donde se formó en el estudio de la Historia de la Lengua bajo el magisterio de D. Rafael Lapesa, uno de los máximos exponentes de la Escuela Española de Filología. Inició su docencia en la Università di Pisa y, tras regresar a España, se incorporó a la Universidad de Málaga. En 1975 continuó su labor docente e investigadora en la Universidad de Extremadura, en la que pasó 14 años y donde obtuvo la cátedra. En 1989 llegó a la Universidad de Sevilla, lugar de donde procedía su familia.
Fue miembro de la Asociación de Historia de la Lengua Española Archivado el 6 de marzo de 2016 en Wayback Machine. (AHLE) desde su constitución durante el I Congreso Internacional de la Historia de la Lengua Española celebrado en Cáceres en la Universidad de Extremadura del 30 de marzo al 4 de abril de 1987 y ocupó la secretaría de la Asociación desde su fundación hasta el año 2000, en el que se eligió a D. Rafael Cano Aguilar para el puesto. Junto a su compañero de profesión D. Antonio Salvador Plans, Manuel Ariza Viguera fue nombrado socio de honor en la AHLE.
Profesor cercano a los estudiantes y con un estilo de enseñanza único, el recuerdo a Manuel Ariza pervive en la Facultad de Filología materializado en el aula 203, nombrada desde 2014 Aula Profesor Manuel Ariza como tributo a la perdurable y grata huella que dejó entre alumnos y profesores. 

## Obras y publicaciones destacadas
Como historiador de la lengua española, destacan sus estudios de fonética y fonología histórica, estudios que se completan con los trabajos dedicados a morfología y sintaxis históricas o a la lexicografía. Como dialectólogo, son reseñables sus estudios sobre dialectología extremeña o andaluza, aunque también prestó atención al leonés y al aragonés. También fue el impulsor de la onomástica, pues dedicó parte de su investigación a la toponimia y antroponimia. Asimismo, elaboró manuales universitarios sobre fonética histórica o sobre el comentario filológico de textos. Coordinó, además, un temario de oposiciones al cuerpo de profesores de Enseñanza Secundaria. 
La relación de algunas de las obras destacables en estos ámbitos es la siguiente:

### Libros
- Ariza Viguera, M. (2012): Fonología y fonética históricas del español. Madrid: Arco/Libros.
- Ariza Viguera, M. (2009): La lengua del siglo XII. Madrid: Arco/Libros.
- Ariza Viguera, M. (2008): Estudios sobre el extremeño. Cáceres: Universidad de Extremadura.
- Ariza Viguera, M. (2008): Insulte usted sabiendo lo que dice y otros estudios sobre el léxico. Madrid: Arco/Libros.
- Ariza Viguera, M. (1998): Antología de la prosa medieval española. Madrid: Biblioteca Nueva.
- Mendoza Abreu, J. M., Álvarez García, M., Ariza Viguera, M., Congosto Martin, Y., García Cornejo, R., et. al. (2009): Estudio histórico de apellidos andaluces medievales. Madrid: Arco/ Libros.
- Ariza Viguera, M. (1982): Intento de bibliografía de la onomástica hispánica. Cáceres: Universidad de Extremadura.
- Ariza Viguera, M. (1998): El comentario filológico de textos. Madrid: Arco/Libros.
- Ariza Viguera, M. (1994): Comentario de textos dialectales. Madrid: Arco/Libros.
- Ariza Viguera, M., Torres Nebrera, G. y Garrido Medina, J. C. (1981): Comentario lingüístico y literario de textos españoles. Granada: Editorial Alhambra.
- Ariza Viguera, M. (1994): Sobre fonética histórica del español. Madrid: Arco/Libros.
- Ariza Viguera, M. (1989): Manual de fonología histórica del español. Madrid: Síntesis.
- Ariza Viguera, M. (1997): Lengua y Literatura. 1º de Bachillerato. McGraw-Hill, Interamericana de España.
- Ariza Viguera, M. (Coord.), Méndez García de Paredes, E. (Coaut.) (2003): Lengua Castellana y Literatura: Temario de la Prueba A. Temario A de Oposiciones al Cuerpo de Profesores de Enseñanza Secundaria. Alcalá de Guadaíra, Sevilla: Editorial MAD.

### Capítulos de libros
- Ariza Viguera, M. (2010): “La documentación de Otero de Dueñas en la primera mitad del siglo XIII”. De moneda nunca usada. Castañer Martín, R. M.ª y Lagüéns Gracia, V. (eds.): Estudios dedicados a José M.ª Enguita Utrilla, Zaragoza: Diputación de Zaragoza, pp. 65-69.
- Ariza Viguera, M. (2009): “Los comienzos del romance leonés”. Maesener, R. de (ed.): El hispanismo omnipresente, Bruselas: UPA, pp. 67-78.
- Ariza Viguera, M. (2008): “Grafías y fonemas del siglo XII”. Díez Calleja, B. (coord.): El primitivo romance hispánico, Instituto Castellano y Leonés de la Lengua, pp. 145-162.
- Ariza Viguera, M. (2006): “Lengua y literatura en Cervantes”. Fernández Alcaide, M. y López Serena, A. (coords.): Cuatrocientos años de la lengua del Quijote. Estudios de historiografía e historia de la lengua española. Actas del V Congreso Nacional de la Asociación de Jóvenes Investigadores de Historiografía e Historia de la Lengua Española, Sevilla: Universidad de Sevilla, pp. 35-46.
- Ariza Viguera, M. (2005): “Alguna Notas de Fonética y de Léxico del Judeoespañol”. El Español en el Mundo: Anuario del Instituto Cervantes 2005, Barcelona: Instituto Cervantes-Círculo de Lectores, pp. 385-403.
- Ariza Viguera, M. (2004): “El castellano primitivo: los documentos”. Cano Aguilar, R. (coord..): Historia de la Lengua Española, Barcelona: Ariel, pp. 309-324.

### Artículos de revistas
- Ariza Viguera, M. (2011): “A vueltas con los indigenismos americanos del español peninsular”. Itinerarios: revista de estudios lingüísticos, literarios, históricos y antropológicos, 14, pp. 11-23.
- Ariza Viguera, M. (2010): “«Juerza», «juera» y otras efes aspiradas”. Revista de Historia de la Lengua Española, 5, pp. 159-166.
- Ariza Viguera, M. (2008): “Los primeros textos romances del siglo XII”. Revista de Historia de la Lengua Española, 3, pp. 3-28.
- Ariza Viguera, M. (2008): “Geografía lingüística de los apellidos españoles (algunos aspectos)”. Anuario de estudios filológicos, 24, pp. 25-38.
- Ariza Viguera, M. (2004): "Revisión del cambio fonético y fonológico". Lexis, 28, 1-2, pp. 7-27.
- Ariza Viguera, M., Criado, N. (2000): “La asonancia en el Arcipreste de Hita y en otros poemas de los siglos XIII y XIV”. Revista de investigación lingüística, 3, pp. 31-66.
- Ariza Viguera, M. (1999): “De la aspiración de -/s/”. Philologia Hispalensis, 13, 1, pp. 49-60.
- Ariza Viguera, M. (1997): “Historia lingüística del andaluz”. Demofilo, 22, pp. 59-68.
- Ariza Viguera, M. (1993): “Notas sobre el léxico extremeño”. Philologia Hispalensis, 8, pp. 149-162.
- Ariza Viguera, M. (1990): “De nuevo sobre la palatal sonora”. Anuario de lingüística hispánica, 5, pp. 11-26.
- Ariza Viguera, M. (1982): “Diferencias textuales en los manuscritos del Libro de los Buenos Proverbios”. Anuario de estudios filológicos, 4, pp. 7-22.
- Ariza Viguera, M. (1979): “Notas sobre la lengua de las glosas y de su contexto latino”. Anuario de estudios filológicos, 2, pp. 7-18.